# La spada incantata
La spada incantata (The Spell Sword) è un romanzo di fantascienza e fantasy del 1974 della scrittrice statunitense Marion Zimmer Bradley facente parte del Ciclo di Darkover.
La spada incantata è il romanzo che, assieme al suo seguito, il più noto La torre proibita, compone all'interno del ciclo di Darkover una trilogia che si conclude con gli eventi narrati in L'esiliato di Darkover.
La prima edizione in italiano è del 1987 di Editrice Nord.

## Trama
Il mondo di Darkover è stato riscoperto soltanto da qualche decennio e i rapporti fra i terrestri venuti dallo spazio e gli abitanti del pianeta Darkover - figli di un'antica navicella terrestre dispersa duemila anni prima proprio su quel pianeta - sono tesi e sospettosi. Tuttavia, avvengono sempre più spesso contatti fortuiti fra terrestri e darkovani, come l'incontro fra Callista Alton, figlia del nobile signore del Dominio degli Alton, e il terrestre Andrew Carr, che tenterà di metterla in salvo dai temibili Uomini Felini.

## Edizioni
(parziale)
- Marion Zimmer Bradley, La spada incantata, collana Fantacollana n.71, traduzione di Nicoletta Vallorani, Editrice Nord, 1987, ISBN 88-429-0283-7.